# Devuška bez adresa
Devuška bez adresa (Девушка без адреса) è un film del 1957 diretto da Ėl'dar Aleksandrovič Rjazanov.